# راجا و سه برادر
راجا و سه برادر یا یک راجا (به هندی: Ek Tha Raja) فیلمی محصول سال ۱۹۹۶ و به کارگردانی دایال نیهالانی است. در این فیلم بازیگرانی همچون آدیتای پانچولی، سونیل شتی، سیف علی خان، نیلم کوتهاری، آریونا ایرانی، شاکتی کاپور، آلوک نات، قادرخان ایفای نقش کرده‌اند.